# Narodni dom
Il Narodni dom (in sloveno Casa nazionale, Casa del popolo) di Trieste era la sede delle organizzazioni degli sloveni triestini, un edificio polifunzionale nel centro di Trieste, nel quale si trovavano anche un teatro, una cassa di risparmio, un caffè e un albergo (Hotel Balkan).
Fu incendiato dai fascisti il 13 luglio 1920, nel corso di quello che Renzo De Felice definì "il vero battesimo dello squadrismo organizzato".

## Costituzione della società Narodni dom
Nel 1900 si riunì il comitato promotore per la costituzione della società Narodni dom (Casa Nazionale). L'organismo - composto da note personalità del movimento nazionale degli sloveni di Trieste – verteva attorno alla società politica Edinost. Lo statuto venne approvato con decreto dell'Imperiale Regia Luogotenenza di Trieste in data 30 ottobre 1900. L'istituto di credito sloveno "Banca di risparmio e prestiti" di Trieste acquistò il terreno il 29 aprile 1901 per la costruzione dell'edificio del Narodni dom al n. 2 della piazza chiamata all'epoca Piazza Caserma, oggi Piazza Oberdan. Il 7 luglio 1901 si svolse nelle sale della "Sala di lettura Slovena" in via San Francesco 2 l'assemblea costitutiva della società "Casa Nazionale" - "Narodni dom".

## Storia
Nei primi dieci anni del Novecento, a causa dell'immigrazione da ogni parte dell'impero, la comunità slava (sloveni, croati, cechi) di Trieste era più che raddoppiata, passando da 25.000 a 57.000 abitanti nel comune (dal 15% al 25%) e da 6.500 a 22.000 nella città (dal 5% al 13%). Le numerose società e organizzazioni slovene e di altri ceppi slavi videro quindi la necessità di costruire un edificio che potesse ospitare le loro attività: fu seguito l'esempio di altre città con presenza di forti minoranze slovene (come Klagenfurt, Maribor, Celje e Gorizia) dove tra fine Ottocento e inizio Novecento furono costruite le cosiddette "Case del popolo" o "Case nazionali" per ospitare attività culturali (e talvolta, come a Gorizia, anche commerciali) slovene. Questi edifici, chiamati in sloveno Narodni dom, avevano assunto anche un forte valore simbolico, in quanto dovevano rappresentare un simbolo visivo della crescente potenza numerica, economica e culturale delle comunità urbane slovene. Per questa ragione furono costruiti anche in alcune città a maggioranza slovena e con amministrazioni slovene (come Novo Mesto e la stessa Lubiana). Nel comune di Trieste erano già presenti due Case nazionali slovene, una a Barcola e l'altra nel quartiere di San Giacomo.
La sede unica del Narodni dom di Trieste fu collocata nel 1907 all'interno dell'Hotel Balkan, un imponente edificio realizzato tra il 1901 e il 1904 secondo il progetto dell'architetto Max Fabiani. Si trattava, per l'epoca, di un edificio d'avanguardia, plurifunzionale e che, oltre ad un hotel, ospitava una sala teatrale, gli uffici per varie organizzazioni, banche e assicurazioni.

## L'incendio
Nella primavera e nell'estate del 1920, a più di un anno dalla fine della guerra, e dopo l'abbandono da parte italiana delle trattative di pace, le relazioni tra Regno d'Italia e Regno dei Serbi, Croati e Sloveni erano estremamente tese. La Venezia Giulia si trovava sotto amministrazione civile italiana provvisoria, mentre la parte della Dalmazia promessa all'Italia dal patto di Londra si trovava sotto amministrazione militare italiana. La questione di Fiume era ancora aperta e le trattative tra i due Stati procedevano in un clima di veti e minacce reciproche. A Trieste era da poco diventato segretario del fascio di combattimento cittadino il toscano Francesco Giunta, che nel giro di pochi mesi avrebbe cambiato le sorti del movimento fascista giuliano, portandolo a conquistare l'egemonia nella vita politica cittadina.
A seguito dell'uccisione di due marinai italiani a Spalato nel corso di uno scontro fra militari italiani e nazionalisti jugoslavi mai perfettamente chiarito durante il quale era stato ucciso anche un civile croato, Francesco Giunta convocò un comizio nel tardo pomeriggio del 13 luglio 1920 in piazza dell'Unità.
Nel memorandum presentato il 1º settembre dalla società politica slovena Edinost al Presidente del Consiglio dei Ministri Giovanni Giolitti, si legge: «Il giorno 13 luglio 1920 i giornali nazionalisti triestini Il Piccolo, L'Era Nuova e La Nazione riportavano un proclama del Fascio Triestino di Combattimento dove si invitava la popolazione per le ore 18 ad un comizio in Piazza dell'Unità esortandola ad una energica reazione ai fatti di Spalato col motto che "è finito il tempo del buon Italiano"». La questura prevedeva che nel pomeriggio probabilmente ci sarebbero stati dei disordini, e predispose ingenti misure di protezione delle associazioni politiche, culturali ed economiche slave di Trieste.
Durante il comizio la tensione era molto alta.
Giunta pronunciò un discorso dal tono e dai contenuti estremamente violenti e minacciosi:
(Dal discorso di Francesco Giunta in Piazza dell'Unità il 13 luglio 1920.)
Verso la fine del comizio, scoppiarono dei tafferugli, nel corso dei quali diverse persone caddero a terra riportando ferite da arma da fuoco o da taglio. Tra queste, il fuochista Antonio Raikovich, che se la cavò con 15 giorni d'ospedale, e il cuoco della trattoria Bonavia, il diciassettenne di Novara Giovanni Nini, che morì sul colpo. La responsabilità di questa uccisione non fu mai accertata. Nel 1924 il Prefetto Mosconi parlerà de «[…]l'uccisione di un cittadino in un comizio di protesta, ritenuta (sic) opera di uno slavo…» Secondo lo storico fascista Attilio Tamaro «mentre si svolgeva l'imponente comizio e Francesco Giunta, segretario del fascio, parlava, uno slavo uccise un fascista, che s'era intromesso per salvare un ufficiale da quello aggredito.» Secondo lo storico antifascista C. Schiffrer, «in realtà il disgraziato giovane (il cuoco pugnalato) si trovava lì per caso e quando fu colpito ..., secondo le cronache giornalistiche, esclamò:"io non c'entro!". La verità è che a Giunta occorreva la "scintilla", occorreva un morto, ed i suoi provvidero». Appena si sparse la notizia della morte del Nini, il Prof. Randi salì sul palco e annunciò che un italiano "ex-combattente" era stato ucciso da uno slavo. Muovendosi secondo un piano precostituito, gruppi di manifestanti lasciarono la piazza e attaccarono diversi obiettivi. Le azioni compresero il danneggiamento di negozi gestiti da sloveni, l'assalto di alcune sedi di organizzazioni slave e socialiste, la sassaiola contro la sede del consolato jugoslavo di via Mazzini e la devastazione degli studi di diversi professionisti, tra cui quello dell'avvocato Josip Vilfan, uno dei leader politici delle comunità slovena e croata di Trieste. Le squadre d'azione fasciste si divisero in tre colonne, di cui una percorse la via Roma, un'altra la via San Spiridione, e la terza la via Dante; riunitesi presso il Narodni dom, seguite da una folla ingente, iniziarono ad assediare l'edificio da ogni lato, sotto la guida di Giunta. L'hotel Balkan in quel momento era protetto da oltre 400 fra soldati, carabinieri e guardie regie inviate a presidio dell'edificio dal vice commissario generale, Francesco Crispo Moncada.

Il Narodni dom in fiamme.

All'appressarsi della folla, dal terzo piano dell'edificio fu lanciata almeno una bomba a mano, cui secondo testimonianze dell'epoca seguì anche una scarica di colpi di fucile contro la folla. Fu ferito dalle schegge della granata il ventitreenne Luigi Casciana, tenente di fanteria che si trovava in licenza a Trieste, che morì la settimana successiva in circostanze poco chiare dopo essere stato trasferito all'ospedale militare.
Altre otto persone furono ferite dalle bombe. I militari che circondavano l'edificio risposero al fuoco. La ricostruzione esatta della dinamica dei fatti, tuttavia, è controversa. Secondo un'altra versione, dal palazzo delle Ferrovie qualcuno sparò in aria un razzo, dopodiché l'edificio del Narodni Dom fu bersaglio della sparatoria e i militari presero l'iniziativa di assaltarlo. I fascisti forzarono le porte dell'edificio, vi gettarono all'interno alcune taniche di benzina e appiccarono il fuoco, dopodiché impedirono ai pompieri (subito intervenuti) di spegnere l'incendio. Secondo la stampa dell'epoca, il rapido propagarsi dell'incendio con numerosi scoppi sarebbe stato favorito dal fatto che membri della comunità slava avrebbero celato all'interno del Narodni un arsenale di esplosivi ed armi. Tuttavia, riporta Apollonio, dalle successive indagini di polizia non emerse alcun riscontro dell'esistenza di tale arsenale. Altri sottolineano le responsabilità dei militari che avevano il compito di proteggere l'edificio, i quali non fermarono gli aggressori, ma di fatto si unirono a loro. Apollonio riporta le testimonianze di tre cittadini statunitensi, ospiti dell'albergo, secondo cui gli assalitori, una volta entrati nell'edificio, ammassarono delle masserizie e vi versarono sopra del liquido infiammabile. Le fiamme si propagarono rapidamente all'intero edificio.
Tutti gli ospiti del Narodni dom riuscirono a salvarsi, ad esclusione del farmacista di Bled di origini lubianesi Hugo Roblek. In alcune fonti Roblek è erroneamente indicato come custode o addirittura proprietario dei locali; Roblek si gettò da una finestra e morì sul colpo, mentre la moglie, che si lanciò con lui, pur ferendosi gravemente, riuscì a salvarsi. L'incendio distrusse completamente l'edificio: per alcuni testimoni l'intervento dei vigili del fuoco fu impedito dagli squadristi; per altri invece l'intervento dei vigili del fuoco ci fu e riuscì ad impedire al fuoco di attaccare gli edifici circostanti. L'incendio fu domato completamente solo il giorno successivo.
La sera del 14 luglio venne devastato e incendiato anche il Narodni dom di Pola, nel corso di un'azione simile, mentre il Trgovki dom, analoga struttura goriziana, subì la stessa sorte nel 1926
Il 21 settembre 1920 Mussolini rivendicò orgogliosamente gli incendi delle Case del Popolo di Trieste e Pola in un discorso incendiario al teatro Politeama Cescutti di Pola.

## Dopo l'incendio

Francesco Giunta e Benito Mussolini nel 1928

Secondo Gaetano Salvemini l'obiettivo immediato che i fascisti e i nazionalisti si proposero di realizzare attraverso l'incendio del Narodni dom sarebbe stato quello di sabotare le trattative italo-jugoslave per la questione di Fiume e dei confini tra i due paesi. Se da quel punto di vista si può dire che l'obiettivo fu mancato, le conseguenze del rogo tuttavia furono gravi e di lunghissima durata. L'incendio del Narodni dom rappresentò un momento di svolta nell'affermazione del "fascismo di confine":
«Il rogo annuncia, con le fiamme che ben si possono scorgere da diversi punti della città, un drastico cambiamento. Sembra quasi una celebrazione sacra, di morte e di purificazione: nella reinvenzione della storia, che il fascismo opera per gli eventi locali e nazionali, lo scenario maestoso di quel rogo diventa uno dei più importanti miti d'origine della nuova Italia di confine». Non a caso, l'anno successivo, durante il comizio inaugurale della sua campagna elettorale per le elezioni politiche, Giunta si espresse in questi termini:
(Dal discorso di Francesco Giunta al Politeama Rossetti, nell'aprile del 1921.)
La distruzione del Narodni dom, insomma, «rappresentò la prima grande frattura tra gli Italiani della Venezia Giulia e le popolazioni "allogene", sloveni e croati, con conseguenze funeste per tutti gli abitanti della regione».
L'edificio completamente devastato dal fuoco fu espropriato alle organizzazioni slovene (che vennero definitivamente dissolte con decreto nel 1927). Fu quindi rilevato da una società milanese che ristrutturò completamente l'edificio adibendolo ad hotel con il nome di "Regina". Nel 1923 iniziò la costruzione di un nuovo edificio che avrebbe escluso l'ex Balkan dalla rinnovata Piazza Oberdan.
Nel 1954 lo scrittore sloveno Boris Pahor pubblica il libro Il rogo nel porto, che include il racconto omonimo sull'incendio del Narodni dom.
Il Narodni dom divenne il simbolo dell'inizio delle persecuzioni fasciste contro gli sloveni e i croati della Venezia Giulia, e per questo il 13 luglio 2010 fu meta, insieme al monumento agli esuli istriani, fiumani e dalmati sito in piazza Libertà a Trieste, di un omaggio dei Presidenti di Italia, Slovenia e Croazia in occasione di un incontro di riconciliazione.
Dopo la seconda guerra mondiale, la comunità slovena chiese più volte che l'edificio tornasse a svolgere attività a favore della minoranza. Oggi l'edificio, sito in via Filzi, ospita la sede della Sezione di Studi in Lingue Moderne per Interpreti e Traduttori dell'Università degli studi di Trieste e una biblioteca di oltre 43.000 volumi. Nel dicembre del 2004 il Magnifico Rettore dell'Università degli Studi di Trieste, Prof. Domenico Romeo, scoprì una targa bilingue che ricorda il significato storico dell'edificio e della sua distruzione. Dalla primavera dello stesso anno, al piano terra, alcuni spazi sono stati messi a disposizione delle istituzioni culturali e scientifiche della comunità slovena. Nell'aprile del 2004 l'allora Presidente della Commissione Europea Romano Prodi, e l'allora Presidente della Regione Friuli-Venezia Giulia Riccardo Illy visitarono le strutture gestite dalla comunità slovena all'interno dell'ex Narodni dom, tra cui un centro informativo e una sala conferenze.
Ogni 13 luglio, il partito Slovenska Skupnost organizza una manifestazione davanti all'edificio, nella quale commemora l'incendio deponendo una corona sulla targa che ne ricorda il significato storico.
Il 13 luglio 2020 il Presidente della Repubblica Mattarella assieme al Presidente della Slovenia Borut Pahor hanno presenziato alla cerimonia di restituzione dell'edificio alla comunità slovena, a 100 anni esatti dall'incendio.